# Musa jackeyi
Musa jackeyi là một loài thực vật có hoa trong họ Musaceae. Loài này được W.Hill miêu tả khoa học đầu tiên năm 1874.